# Guibemantis tasifotsy
Espèce
Statut de conservation UICN

 VU B1ab(iii) : Vulnérable
Guibemantis tasifotsy est une espèce d'amphibiens de la famille des Mantellidae.

## Répartition
Cette espèce est endémique à l'est de Madagascar. On la trouve entre 581 et 810 m d'altitude

## Publication originale
- Lehtinen, Glaw, Andreone, Pabijan & Vences, 2012 : A New Species of Putatively Pond Breeding Frog of the Genus Guibemantis from Southeastern Madagascar. Copeia, vol. 2012, no 4, p. 648-662.